# Grus japonensis
La grulla de Manchuria (Grus japonensis), también llamada grulla de coronilla roja o grulla china (Chino tradicional: 丹頂鶴; Chino simplificado: 丹顶鹤; pinyin: dāndǐng hè; Japonés: タンチョウヅル o 丹頂鶴; el carácter Chino '丹' significa 'rojo', '頂/顶' significa 'corona' y '鶴/鹤' significa 'cráneo') es una especie de ave gruiforme de la familia Gruidae. De todas las especies de grulla, esta rara y hermosa ave se encuentra entre las más altas. No se conocen subespecies. En China, Corea y Japón se la considera símbolo de suerte, fidelidad y longevidad.

## Descripción
Vive en praderas y altos valles con áreas pantanosas, donde la altura constituye una ventaja natural, al poder tener visión del peligro desde una distancia segura. Anda con lentas zancadas, deteniéndose a picotear comida, que puede tener un tamaño relativamente pequeño. Ratones, ranas e insectos grandes, y también semillas, yemas y hojas forman su dieta. 
El vuelo es potente, con el cuello y las patas extendidas, y con aleteos pausados, intercalados con planeos. Las bandadas suelen volar en formación de V, o en líneas inclinadas. La migración de ida y la de vuelta de los territorios de alimentación de invierno tiende a seguir rutas tradicionales. 
Las parejas se unen de por vida, y su vínculo parece reforzarse con exhibiciones mutuas. Cuando se exhiben permanecen una junto a otra con las cabezas alzadas, emitiendo fuertes reclamos parecidos a un trompeteo. Luego ejecutan una danza salvaje, muy diferente a su plácido comportamiento habitual. Mientras danzan, hacen oscilar sus cabezas arriba y abajo, levantan y agitan sus alas y efectúan brincos desgarbados. A veces recogen palos o arrancan manojos de hierba, y los lanzan al aire. A pesar de que cada pareja suele poner dos huevos, uno de los polluelos acostumbra a morir a edad temprana. El superviviente suele anidar junto a sus progenitores, los cuales le alimentan con pequeños insectos. Las aves jóvenes migran con sus progenitores y permanecen con ellos hasta la siguiente estación.
Su longevidad promedio es de entre 50 y 60 años, por eso es que adquiere el sobrenombre de "Grulla Inmortal".

## Estado de conservación
La población estimada es de  2750 ejemplares en estado salvaje. En China son animales de categoría A, bajo protección estatal.

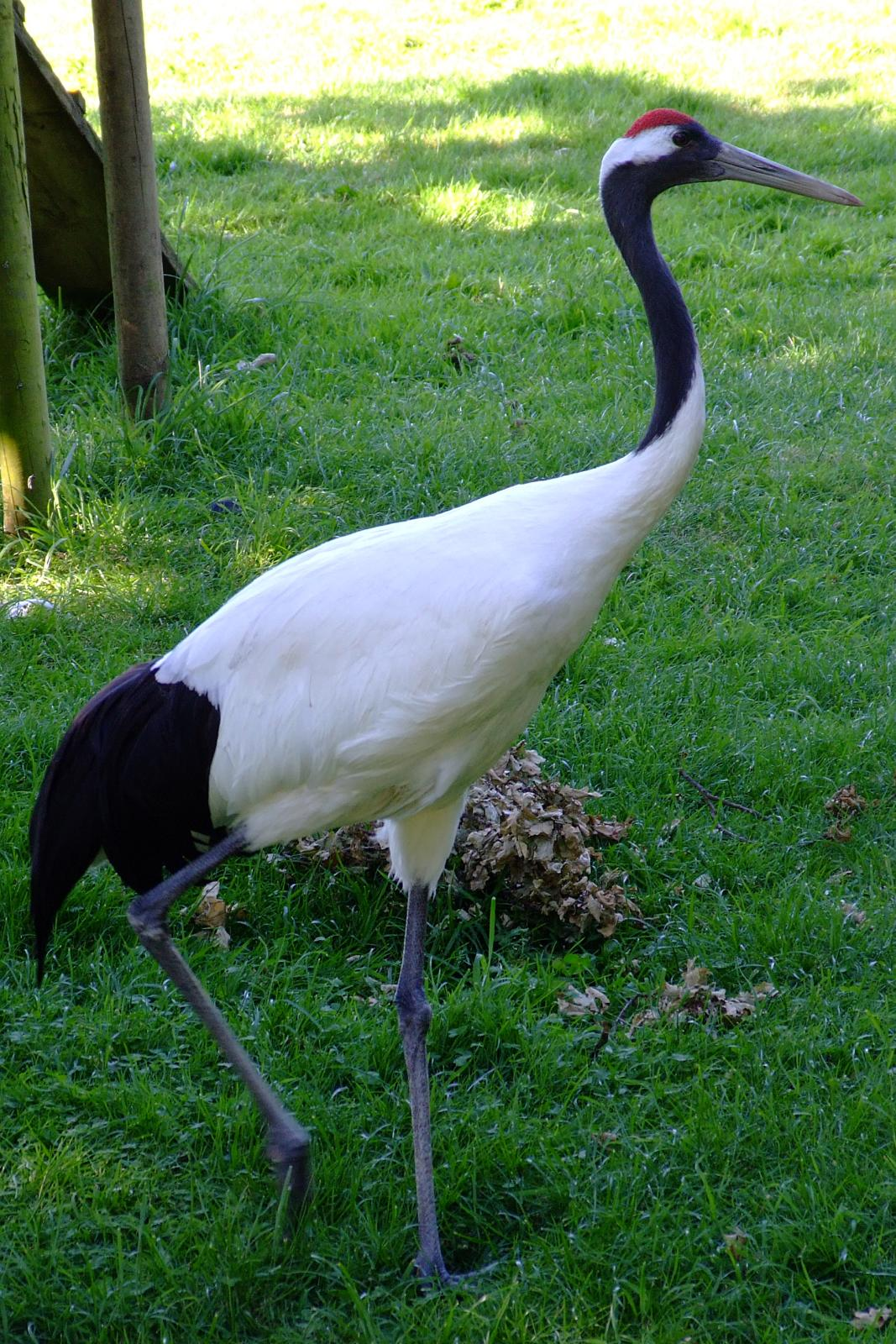
En el Marwell Wildlife, Inglaterra